# Kleinia

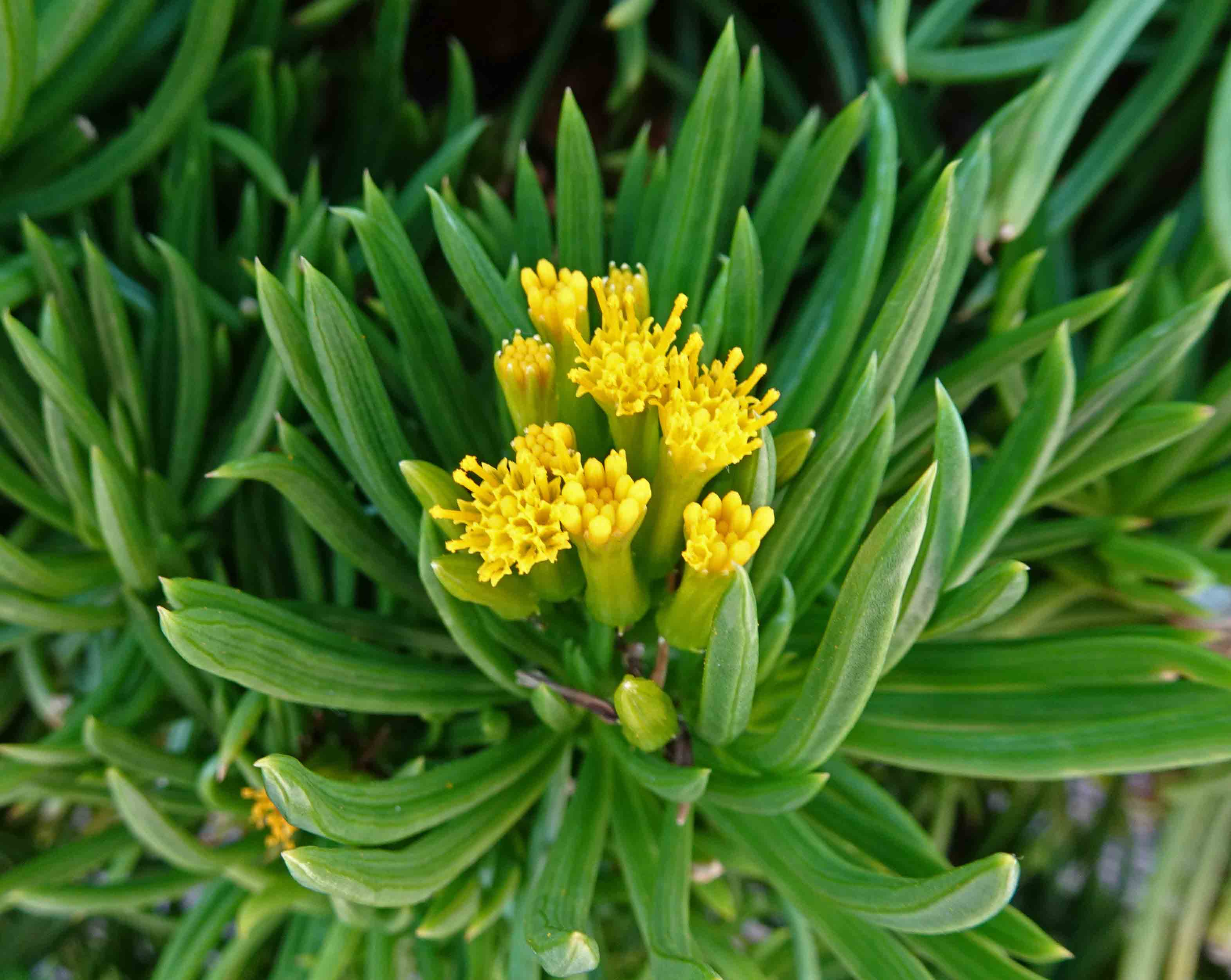
Kleinia barbertonicus

Kleinia – rodzaj roślin z rodziny astrowatych (Asteraceae). Obejmuje ok. 50–58 gatunków. Występują one na Wyspach Kanaryjskich (K. neriifolia) i w Maroku (K. anteuphorbium), w Afryce Subsaharyjskiej i Madagaskarze, na Półwyspie Arabskim, w południowych Indiach i Sri Lance.
Niektóre gatunki są uprawiane jako ozdobne sukulenty z czerwonymi, żółtymi i białymi kwiatami. Popularny w uprawie jest zwłaszcza gatunek Kleinia neriifolia, pochodzący z Wysp Kanaryjskich, wyrastający w formie drzewka o pseudodychotomicznych rozgałęzieniach.
Nazwa naukowa rodzaju upamiętnia gdańskiego naukowca – Jacoba Theodora Kleina.

## Morfologia

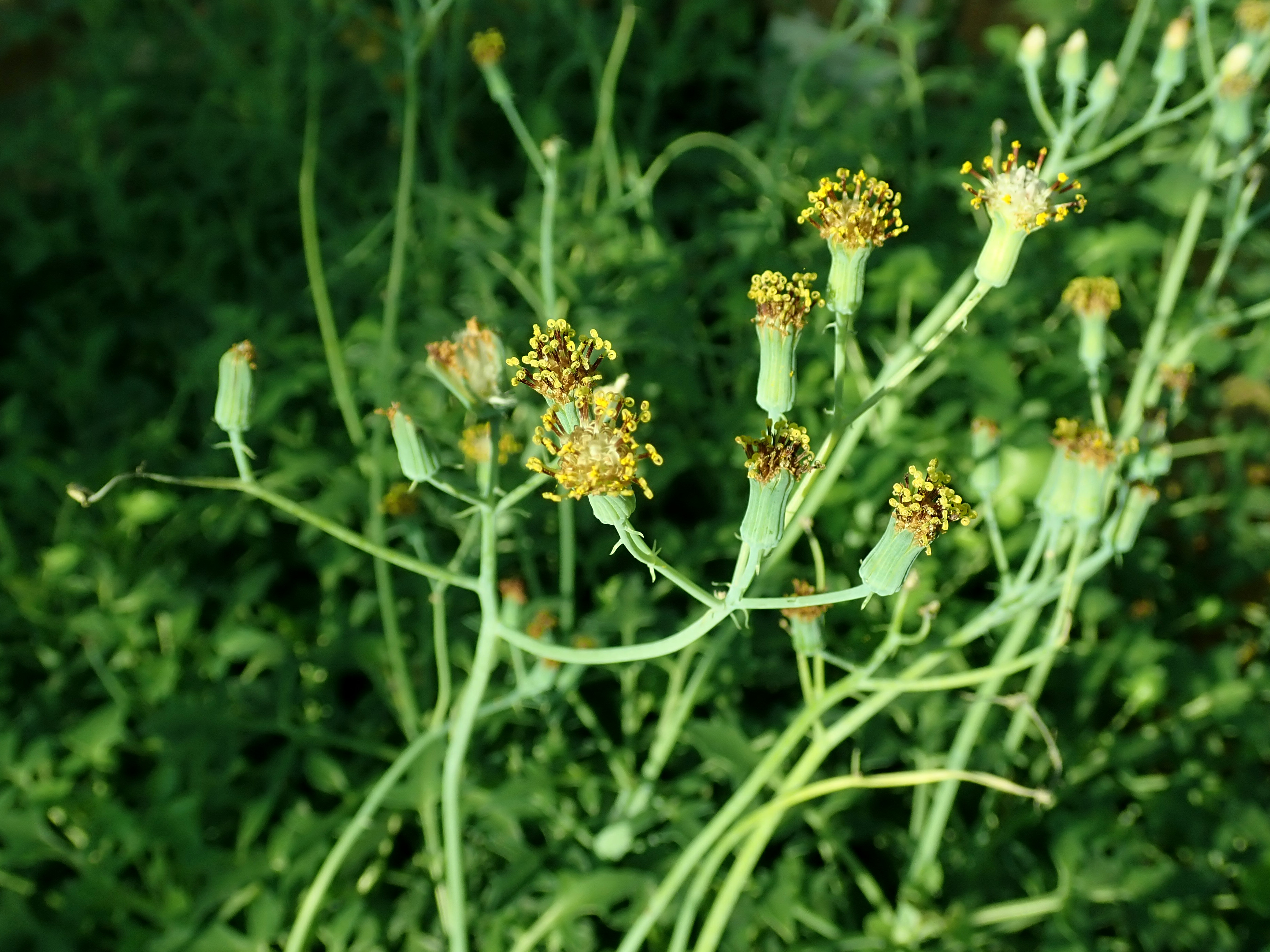
Kleinia articulatus

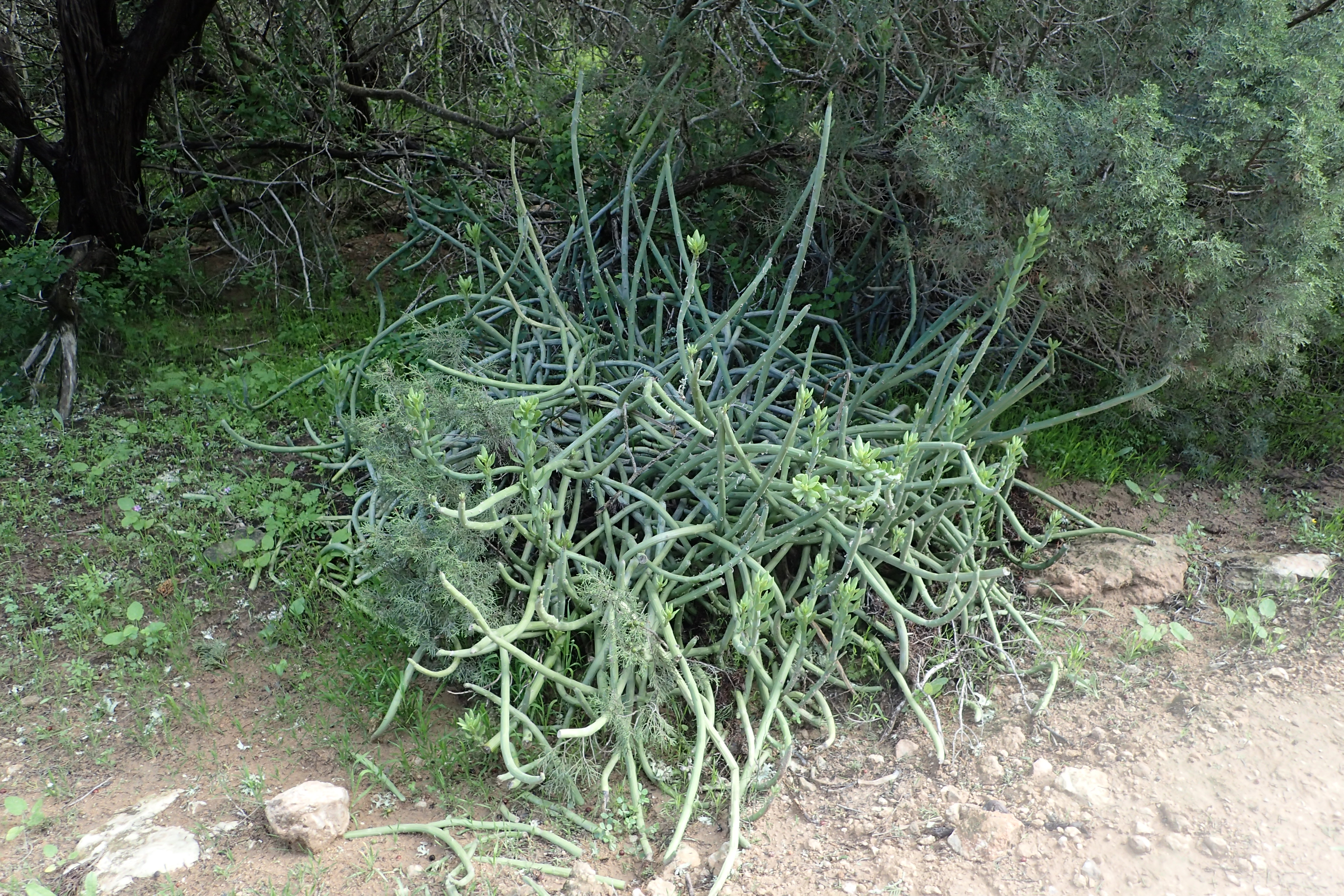
Kleinia anteuphorbium

PokrójSukulenty zielne i zdrewniałe. Pędy często sine.
LiścieSkrętoległe, rozmieszczone wzdłuż łodygi. U niektórych gatunków zredukowane całkowicie lub do łusek. U reszty liście siedzące lub krótkoogonkowe o blaszce całobrzegiej do wcinanoklapowanej.
KwiatyZebrane w koszyczki wyrastające pojedynczo lub skupione po kilka lub wiele w baldachogroniaste kwiatostany złożone. Listki okrywy w pojedynczym szeregu. Dno kwiatostanowe płaskie, bez łuszczynek. Kwiaty w koszyczku niezróżnicowane. Korona rurkowata, stopniowo rozszerzająca się ku górze, barwy białej, żółtej, zielonkawej, czerwonej lub fioletowej. Słupek z szyjką zakończoną znamieniem i oddzielonymi od niego owłosionymi przydatkami.
OwoceNiełupki podługowate, nagie, żeberkowane, z bardzo licznymi, trwałymi ośćmi puchu kielichowego.

## Systematyka
Pozycja systematyczna według APweb (aktualizowany system APG IV z 2016)
Rodzaj z podplemienia Senecioninae, z plemienia  Senecioneae i podrodziny Asteroideae w obrębie rodziny astrowatych (Asteraceae).
W przeszłości rośliny z tego rodzaju włączano do rodzaju starzec Senecio. Badania nad relacjami filogenetycznymi wskazują, że prawdopodobnie tu z kolei należałoby włączyć rodzaje Gynura i Solanecio.
Wykaz gatunków
- Kleinia abyssinica (A.Rich.) A.Berger
- Kleinia amaniensis A.Berger
- Kleinia anteuphorbium (L.) DC.
- Kleinia articulata (L.f.) Haw.
- Kleinia barbertonica (Klatt) Burtt Davy
- Kleinia breviscapa DC.
- Kleinia butleri Lavranos & T.A.McCoy
- Kleinia caespitosa Thulin
- Kleinia cephalophora Compton
- Kleinia chimanimaniensis van Jaarsv.
- Kleinia cliffordiana (Hutch.) C.D.Adams
- Kleinia curvata Thulin
- Kleinia deflersii (O.Schwartz) P.Halliday
- Kleinia descoingsii C.Jeffrey
- Kleinia dolichocoma C.Jeffrey
- Kleinia fulgens Hook.f.
- Kleinia galpinii A.Berger
- Kleinia gracilis Thulin
- Kleinia grandiflora (Wall. ex DC.) N.Rani
- Kleinia grantii Hook.f.
- Kleinia gregorii (S.Moore) C.Jeffrey
- Kleinia implexa (P.R.O.Bally) C.Jeffrey
- Kleinia isabellae Dioli & Mesfin
- Kleinia kleinioides (Sch.Bip.) M.Taylor
- Kleinia lauschsii Lavranos & T.A.McCoy
- Kleinia leptophylla C.Jeffrey
- Kleinia longiflora DC.
- Kleinia lunulata (Chiov.) Thulin
- Kleinia madagascariensis (Humbert) P.Halliday
- Kleinia mccoyi L.E.Newton
- Kleinia mweroensis (Baker) C.Jeffrey
- Kleinia negrii Cufod.
- Kleinia neriifolia Haw.
- Kleinia nogalensis (Chiov.) Thulin
- Kleinia odora (Forssk.) DC.
- Kleinia ogadensis Thulin
- Kleinia oligondonta C.Jeffrey
- Kleinia patriciae C.Jeffrey
- Kleinia pendula DC.
- Kleinia petraea (R.E.Fr.) C.Jeffrey
- Kleinia picticaulis (P.R.O.Bally) C.Jeffrey
- Kleinia polycotoma Chiov.
- Kleinia sabulosa Thulin
- Kleinia saginata P.Halliday
- Kleinia schwartzii L.E.Newton
- Kleinia schweinfurthii (Oliv. & Hiern) A.Berger
- Kleinia scottii (Balf.f.) P.Halliday
- Kleinia semperviva (Forssk.) DC.
- Kleinia shevaroyensis (Fyson) Uniyal
- Kleinia squarrosa Cufod.
- Kleinia stapeliiformis Stapf
- Kleinia subrahmanianii Sunil & Naveen Kum.
- Kleinia tortuosa Thulin
- Kleinia triantha Chiov.
- Kleinia tuberculata Thulin
- Kleinia venteri van Jaarsv.
- Kleinia vermicularis C.Jeffrey
- Kleinia walkeri (Wight) M.R.Almeida